# Quint Opimi (tribú)
Quint Opimi (en llatí Quintus Opimius L. F. Q. N.) va ser un magistrat romà del segle i aC. Formava part de la gens Opímia, una gens romana d'origen plebeu.
Va ser elegit tribú de la plebs l'any 75 aC i al final del seu període, l'any 74 aC, va ser portat a judici davant Verres, que llavors era pretor, acusat d'haver actuat en contra de la Lex Cornelia tribunicia quan havia estat tribú l'any anterior, però en realitat per haver-se oposat als desitjos d'alguns nobles. Verres el va condemnar i li va confiscar les seves propietats. Segons el Pseudo-Asconi, Opimi havia donat suport a la llei del cònsol Gai Aureli Cotta per la qual els tribuns de la plebs podrien optar a altres magistratures de l'estat després del seu període, opció de la que havien estat privats per la llei Cornèlia, establerta per Sul·la.